# Cipakat
Cipakat is een bestuurslaag in het regentschap Tasikmalaya van de provincie West-Java, Indonesië. Cipakat telt 8327 inwoners (volkstelling 2010).